# Ацинтіш (комуна)
Ацинтіш (рум. Ațintiș) — комуна у повіті Муреш в Румунії. До складу комуни входять такі села (дані про населення за 2002 рік):
- Іштіхаза (213 осіб)
- Ацинтіш (743 особи) — адміністративний центр комуни
- Ботез (187 осіб)
- Малдаоч
- Синіакоб (38 осіб)
- Чекелака (450 осіб)

Комуна розташована на відстані 270 км на північний захід від Бухареста, 37 км на захід від Тиргу-Муреша, 54 км на південний схід від Клуж-Напоки, 144 км на північний захід від Брашова.

## Населення
За даними перепису населення 2002 року у комуні проживала 1631 особа.
Національний склад населення комуни:
| Національність | Кількість осіб | Відсоток |
| -------------- | -------------- | -------- |
| румуни         | 1039           | 63,7%    |
| угорці         | 532            | 32,6%    |
| цигани         | 60             | 3,7%     |

Рідною мовою назвали:
| Мова      | Кількість осіб | Відсоток |
| --------- | -------------- | -------- |
| румунська | 1090           | 66,8%    |
| угорська  | 527            | 32,3%    |
| циганська | 14             | 0,9%     |

Склад населення комуни за віросповіданням:
| Релігія            | Кількість осіб | Відсоток |
| ------------------ | -------------- | -------- |
| православні        | 899            | 55,1%    |
| реформати          | 491            | 30,1%    |
| греко-католики     | 112            | 6,9%     |
| п'ятдесятники      | 49             | 3,0%     |
| адвентисти         | 48             | 2,9%     |
| римо-католики      | 13             | 0,8%     |
| баптисти           | 4              | 0,2%     |
| старообрядці       | 1              | 0,1%     |
| не релігійні       | 1              | 0,1%     |
| не вказали релігію | 2              | 0,1%     |